# Vuelta a la Comunidad de Madrid 2018
Vuelta a la Comunidad de Madrid 2018 var den 31. udgave af det spanske landevejscykelløb i Madrid-regionen. Løbet foregik i perioden 4. til 6. maj 2018. Løbet var en del af UCI Europe Tour 2018 og var i kategorien 2.1. Den samlede vinder af løbet blev portugisiske Edgar Pinto fra Vito-Feirense-BlackJack.

## Ryttere og hold
| UCI WorldTeam- Movistar Team UCI Professionelle kontinentalthold (4)- Manzana Postobón - Burgos-BH - Caja Rural-Seguros RGA - Euskadi Basque Country-Murias UCI Kontinentalhold (12)- Medellín-Éxito - Coldeportes Zenú - Aviludo-Louletano - Efapel - Inteja Dominican Cycling Team - Lokosphinx - Miranda-Mortágua - RP-Boavista - Fundación Euskadi - Team Ukyo - Vito-Feirense-BlackJack - W52-FC Porto |
| |

## Etaperne
| Etape    | Dato    | Start – Mål                             | type              | Afstand (km) | Etapevinder    | Førende rytter |
| -------- | ------- | --------------------------------------- | ----------------- | ------------ | -------------- | -------------- |
| 1. etape | 8. maj  | Manzanares el Real – Manzanares el Real | middel bjergetape | 175,4        | Edgar Pinto    | Edgar Pinto    |
| 2. etape | 9. maj  | Alcobendas – San Sebastián de los Reyes | middel bjergetape | 134,5        | Nelson Soto    | Fabio Duarte   |
| 3. etape | 10. maj | Madrid – Madrid                         | flad etape        | 100          | Carlos Barbero | Edgar Pinto    |

### 1. etape
| \| Etaperesultat \| Etaperesultat \| Etaperesultat \| Etaperesultat \| Etaperesultat \| \| Rytter \| Rytter \| Hold \| Tid \| \| \| ------------- \| --------------------- \| ----------------------- \| ------------- \| ------------- \| \| 1. \| Edgar Pinto \| Vito-Feirense-BlackJack \| 4t 08' 16" \| \| \| 2. \| Jonathan Caicedo \| Medellín \| + 0" \| \| \| 3. \| Xuban Errazkin \| Vito-Feirense-BlackJack \| + 0" \| \| \| 4. \| Aleksandr Jevtusjenko \| Lokosphinx \| + 0" \| \| \| 5. \| Jaime Rosón \| Movistar Team \| + 0" \| \| \| 6. \| Fabio Duarte \| Manzana Postobón \| + 0" \| \| \| 7. \| Gustavo César Veloso \| W52-FC Porto \| + 0" \| \| \| 8. \| Pablo Torres \| Burgos-BH \| + 0" \| \| \| 9. \| Henrique Casimiro \| Efapel \| + 0" \| \| \| 10. \| Mikel Iturria \| Euskadi-Murias \| + 0" \| \| |                       |                         |            |
| |                       |                         |            |
| |                       |                         |            |
| Etaperesultat |                       |                         |            |
| Rytter | Rytter                | Hold                    | Tid        |
| 1. | Edgar Pinto           | Vito-Feirense-BlackJack | 4t 08' 16" |
| 2. | Jonathan Caicedo      | Medellín                | + 0"       |
| 3. | Xuban Errazkin        | Vito-Feirense-BlackJack | + 0"       |
| 4. | Aleksandr Jevtusjenko | Lokosphinx              | + 0"       |
| 5. | Jaime Rosón           | Movistar Team           | + 0"       |
| 6. | Fabio Duarte          | Manzana Postobón        | + 0"       |
| 7. | Gustavo César Veloso  | W52-FC Porto            | + 0"       |
| 8. | Pablo Torres          | Burgos-BH               | + 0"       |
| 9. | Henrique Casimiro     | Efapel                  | + 0"       |
| 10. | Mikel Iturria         | Euskadi-Murias          | + 0"       |

| \| Samlede stilling \| Samlede stilling \| Samlede stilling \| Samlede stilling \| Samlede stilling \| \| Rytter \| Rytter \| Hold \| Tid \| \| \| ---------------- \| --------------------- \| ----------------------- \| ---------------- \| ---------------- \| \| 1. \| Edgar Pinto \| Vito-Feirense-BlackJack \| 4t 08' 16" \| \| \| 2. \| Jonathan Caicedo \| Medellín \| + 0" \| \| \| 3. \| Xuban Errazkin \| Vito-Feirense-BlackJack \| + 0" \| \| \| 4. \| Aleksandr Jevtusjenko \| Lokosphinx \| + 0" \| \| \| 5. \| Jaime Rosón \| Movistar Team \| + 0" \| \| \| 6. \| Fabio Duarte \| Manzana Postobón \| + 0" \| \| \| 7. \| Gustavo César Veloso \| W52-FC Porto \| + 0" \| \| \| 8. \| Pablo Torres \| Burgos-BH \| + 0" \| \| \| 9. \| Henrique Casimiro \| Efapel \| + 0" \| \| \| 10. \| Mikel Iturria \| Euskadi-Murias \| + 0" \| \| |                       |                         |            |
| |                       |                         |            |
| |                       |                         |            |
| Samlede stilling |                       |                         |            |
| Rytter | Rytter                | Hold                    | Tid        |
| 1. | Edgar Pinto           | Vito-Feirense-BlackJack | 4t 08' 16" |
| 2. | Jonathan Caicedo      | Medellín                | + 0"       |
| 3. | Xuban Errazkin        | Vito-Feirense-BlackJack | + 0"       |
| 4. | Aleksandr Jevtusjenko | Lokosphinx              | + 0"       |
| 5. | Jaime Rosón           | Movistar Team           | + 0"       |
| 6. | Fabio Duarte          | Manzana Postobón        | + 0"       |
| 7. | Gustavo César Veloso  | W52-FC Porto            | + 0"       |
| 8. | Pablo Torres          | Burgos-BH               | + 0"       |
| 9. | Henrique Casimiro     | Efapel                  | + 0"       |
| 10. | Mikel Iturria         | Euskadi-Murias          | + 0"       |

### 2. etape
| \| Etaperesultat \| Etaperesultat \| Etaperesultat \| Etaperesultat \| Etaperesultat \| \| Rytter \| Rytter \| Hold \| Tid \| \| \| ------------- \| ------------------ \| ---------------------- \| ------------- \| ------------- \| \| 1. \| Nelson Soto \| Caja Rural-Seguros RGA \| 3t 01' 46" \| \| \| 2. \| Carlos Barbero \| Movistar Team \| + 0" \| \| \| 3. \| Enrique Sanz \| Euskadi-Murias \| + 0" \| \| \| 4. \| Domingos Gonçalves \| Rádio Popular-Boavista \| + 0" \| \| \| 5. \| Aleksandr Vdovin \| Lokosphinx \| + 0" \| \| \| 6. \| Fabio Duarte \| Manzana Postobón \| + 0" \| \| \| 7. \| Egoitz Fernández \| Team Ukyo \| + 0" \| \| \| 8. \| Rafael Silva \| Efapel \| + 0" \| \| \| 9. \| Luís Mendonça \| Aviludo-Louletano-Uli \| + 0" \| \| \| 10. \| Jetse Bol \| Manzana Postobón \| + 0" \| \| |                    |                        |            |
| |                    |                        |            |
| |                    |                        |            |
| Etaperesultat |                    |                        |            |
| Rytter | Rytter             | Hold                   | Tid        |
| 1. | Nelson Soto        | Caja Rural-Seguros RGA | 3t 01' 46" |
| 2. | Carlos Barbero     | Movistar Team          | + 0"       |
| 3. | Enrique Sanz       | Euskadi-Murias         | + 0"       |
| 4. | Domingos Gonçalves | Rádio Popular-Boavista | + 0"       |
| 5. | Aleksandr Vdovin   | Lokosphinx             | + 0"       |
| 6. | Fabio Duarte       | Manzana Postobón       | + 0"       |
| 7. | Egoitz Fernández   | Team Ukyo              | + 0"       |
| 8. | Rafael Silva       | Efapel                 | + 0"       |
| 9. | Luís Mendonça      | Aviludo-Louletano-Uli  | + 0"       |
| 10. | Jetse Bol          | Manzana Postobón       | + 0"       |

| \| Samlede stilling \| Samlede stilling \| Samlede stilling \| Samlede stilling \| Samlede stilling \| \| Rytter \| Rytter \| Hold \| Tid \| \| \| ---------------- \| --------------------- \| ----------------------- \| ---------------- \| ---------------- \| \| 1. \| Fabio Duarte \| Manzana Postobón \| 7t 10' 02" \| \| \| 2. \| Edgar Pinto \| Vito-Feirense-BlackJack \| + 0" \| \| \| 3. \| Xuban Errazkin \| Vito-Feirense-BlackJack \| + 0" \| \| \| 4. \| Pablo Torres \| Burgos-BH \| + 0" \| \| \| 5. \| Jaime Rosón \| Movistar Team \| + 0" \| \| \| 6. \| Jonathan Caicedo \| Medellín \| + 0" \| \| \| 7. \| Aleksandr Jevtusjenko \| Lokosphinx \| + 0" \| \| \| 8. \| César Fonte \| W52-FC Porto \| + 0" \| \| \| 9. \| Gustavo César Veloso \| W52-FC Porto \| + 0" \| \| \| 10. \| Germán Chávez \| Coldeportes-Zenú \| + 0" \| \| |                       |                         |            |
| |                       |                         |            |
| |                       |                         |            |
| Samlede stilling |                       |                         |            |
| Rytter | Rytter                | Hold                    | Tid        |
| 1. | Fabio Duarte          | Manzana Postobón        | 7t 10' 02" |
| 2. | Edgar Pinto           | Vito-Feirense-BlackJack | + 0"       |
| 3. | Xuban Errazkin        | Vito-Feirense-BlackJack | + 0"       |
| 4. | Pablo Torres          | Burgos-BH               | + 0"       |
| 5. | Jaime Rosón           | Movistar Team           | + 0"       |
| 6. | Jonathan Caicedo      | Medellín                | + 0"       |
| 7. | Aleksandr Jevtusjenko | Lokosphinx              | + 0"       |
| 8. | César Fonte           | W52-FC Porto            | + 0"       |
| 9. | Gustavo César Veloso  | W52-FC Porto            | + 0"       |
| 10. | Germán Chávez         | Coldeportes-Zenú        | + 0"       |

### 3. etape
| \| Etaperesultat \| Etaperesultat \| Etaperesultat \| Etaperesultat \| Etaperesultat \| \| Rytter \| Rytter \| Hold \| Tid \| \| \| ------------- \| ---------------- \| ----------------------- \| ------------- \| ------------- \| \| 1. \| Carlos Barbero \| Movistar Team \| 2t 11' 12" \| \| \| 2. \| Óscar Pelegrí \| Rádio Popular-Boavista \| + 0" \| \| \| 3. \| Luís Mendonça \| Aviludo-Louletano-Uli \| + 0" \| \| \| 4. \| Enrique Sanz \| Euskadi-Murias \| + 0" \| \| \| 5. \| Edgar Pinto \| Vito-Feirense-BlackJack \| + 0" \| \| \| 6. \| Johan Colón \| Coldeportes-Zenú \| + 0" \| \| \| 7. \| Rafael Silva \| Efapel \| + 0" \| \| \| 8. \| César Fonte \| W52-FC Porto \| + 0" \| \| \| 9. \| Jonathan Caicedo \| Medellín \| + 0" \| \| \| 10. \| Fabio Duarte \| Manzana Postobón \| + 0" \| \| |                  |                         |            |
| |                  |                         |            |
| |                  |                         |            |
| Etaperesultat |                  |                         |            |
| Rytter | Rytter           | Hold                    | Tid        |
| 1. | Carlos Barbero   | Movistar Team           | 2t 11' 12" |
| 2. | Óscar Pelegrí    | Rádio Popular-Boavista  | + 0"       |
| 3. | Luís Mendonça    | Aviludo-Louletano-Uli   | + 0"       |
| 4. | Enrique Sanz     | Euskadi-Murias          | + 0"       |
| 5. | Edgar Pinto      | Vito-Feirense-BlackJack | + 0"       |
| 6. | Johan Colón      | Coldeportes-Zenú        | + 0"       |
| 7. | Rafael Silva     | Efapel                  | + 0"       |
| 8. | César Fonte      | W52-FC Porto            | + 0"       |
| 9. | Jonathan Caicedo | Medellín                | + 0"       |
| 10. | Fabio Duarte     | Manzana Postobón        | + 0"       |

## Resultater
| \| Samlede stilling \| Samlede stilling \| Samlede stilling \| Samlede stilling \| Samlede stilling \| \| Rytter \| Rytter \| Hold \| Tid \| \| \| ---------------- \| ---------------- \| ----------------------- \| ---------------- \| ---------------- \| \| 1. \| Edgar Pinto \| Vito-Feirense-BlackJack \| 9t 21' 14" \| \| \| 2. \| Fabio Duarte \| Manzana Postobón \| + 0" \| \| \| 3. \| Jonathan Caicedo \| Medellín \| + 0" \| \| \| 4. \| Jaime Rosón \| Movistar Team \| + 0" \| \| \| 5. \| Xuban Errazkin \| Vito-Feirense-BlackJack \| + 0" \| \| \| 6. \| César Fonte \| W52-FC Porto \| + 0" \| \| \| 7. \| Pablo Torres \| Burgos-BH \| + 0" \| \| \| 8. \| Germán Chávez \| Coldeportes-Zenú \| + 0" \| \| \| 9. \| Dmitrij Strakhov \| Lokosphinx \| + 0" \| \| \| 10. \| Ricardo Mestre \| W52-FC Porto \| + 0" \| \| |                  |                         |            |
| |                  |                         |            |
| Kilde: ProCyclingStats |                  |                         |            |
| Samlede stilling |                  |                         |            |
| Rytter | Rytter           | Hold                    | Tid        |
| 1. | Edgar Pinto      | Vito-Feirense-BlackJack | 9t 21' 14" |
| 2. | Fabio Duarte     | Manzana Postobón        | + 0"       |
| 3. | Jonathan Caicedo | Medellín                | + 0"       |
| 4. | Jaime Rosón      | Movistar Team           | + 0"       |
| 5. | Xuban Errazkin   | Vito-Feirense-BlackJack | + 0"       |
| 6. | César Fonte      | W52-FC Porto            | + 0"       |
| 7. | Pablo Torres     | Burgos-BH               | + 0"       |
| 8. | Germán Chávez    | Coldeportes-Zenú        | + 0"       |
| 9. | Dmitrij Strakhov | Lokosphinx              | + 0"       |
| 10. | Ricardo Mestre   | W52-FC Porto            | + 0"       |

| Samlede stilling | Samlede stilling | Samlede stilling        | Samlede stilling | Samlede stilling |
| Rytter           | Rytter           | Hold                    | Tid              |                  |
| ---------------- | ---------------- | ----------------------- | ---------------- | ---------------- |
| 1.               | Edgar Pinto      | Vito-Feirense-BlackJack | 9t 21' 14"       |                  |
| 2.               | Fabio Duarte     | Manzana Postobón        | + 0"             |                  |
| 3.               | Jonathan Caicedo | Medellín                | + 0"             |                  |
| 4.               | Jaime Rosón      | Movistar Team           | + 0"             |                  |
| 5.               | Xuban Errazkin   | Vito-Feirense-BlackJack | + 0"             |                  |
| 6.               | César Fonte      | W52-FC Porto            | + 0"             |                  |
| 7.               | Pablo Torres     | Burgos-BH               | + 0"             |                  |
| 8.               | Germán Chávez    | Coldeportes-Zenú        | + 0"             |                  |
| 9.               | Dmitrij Strakhov | Lokosphinx              | + 0"             |                  |
| 10.              | Ricardo Mestre   | W52-FC Porto            | + 0"             |                  |

| Pointkonkurrence | Pointkonkurrence | Pointkonkurrence        | Pointkonkurrence | Pointkonkurrence |
| Rytter           | Rytter           | Hold                    | Point            |                  |
| ---------------- | ---------------- | ----------------------- | ---------------- | ---------------- |
| 1.               | Carlos Barbero   | Movistar Team           | 45 point         |                  |
| 2.               | Edgar Pinto      | Vito-Feirense-BlackJack | 40 point         |                  |
| 3.               | Enrique Sanz     | Euskadi-Murias          | 30 point         |                  |
| 4.               | Jonathan Caicedo | Medellín                | 27 point         |                  |
| 5.               | Fabio Duarte     | Manzana Postobón        | 26 point         |                  |
| 6.               | Nelson Soto      | Caja Rural-Seguros RGA  | 25 point         |                  |
| 7.               | Luís Mendonça    | Aviludo-Louletano-Uli   | 23 point         |                  |
| 8.               | Óscar Pelegrí    | Rádio Popular-Boavista  | 22 point         |                  |
| 9.               | Xuban Errazkin   | Vito-Feirense-BlackJack | 17 point         |                  |
| 10.              | Rafael Silva     | Efapel                  | 17 point         |                  |

| Pointkonkurrence | Pointkonkurrence | Pointkonkurrence        | Pointkonkurrence | Pointkonkurrence |
| Rytter           | Rytter           | Hold                    | Point            |                  |
| ---------------- | ---------------- | ----------------------- | ---------------- | ---------------- |
| 1.               | Carlos Barbero   | Movistar Team           | 45 point         |                  |
| 2.               | Edgar Pinto      | Vito-Feirense-BlackJack | 40 point         |                  |
| 3.               | Enrique Sanz     | Euskadi-Murias          | 30 point         |                  |
| 4.               | Jonathan Caicedo | Medellín                | 27 point         |                  |
| 5.               | Fabio Duarte     | Manzana Postobón        | 26 point         |                  |
| 6.               | Nelson Soto      | Caja Rural-Seguros RGA  | 25 point         |                  |
| 7.               | Luís Mendonça    | Aviludo-Louletano-Uli   | 23 point         |                  |
| 8.               | Óscar Pelegrí    | Rádio Popular-Boavista  | 22 point         |                  |
| 9.               | Xuban Errazkin   | Vito-Feirense-BlackJack | 17 point         |                  |
| 10.              | Rafael Silva     | Efapel                  | 17 point         |                  |

| Bjergkonkurrence | Bjergkonkurrence        | Bjergkonkurrence  | Bjergkonkurrence | Bjergkonkurrence |
| Rytter           | Rytter                  | Hold              | Point            |                  |
| ---------------- | ----------------------- | ----------------- | ---------------- | ---------------- |
| 1.               | Jaime Rosón             | Movistar Team     | 12 point         |                  |
| 2.               | Miguel Ángel Rubiano    | Coldeportes-Zenú  | 6 point          |                  |
| 3.               | Germán Chávez           | Coldeportes-Zenú  | 6 point          |                  |
| 4.               | Jaime Castrillo         | Movistar Team     | 5 point          |                  |
| 5.               | Txomin Juaristi         | Fundación Euskadi | 4 point          |                  |
| 6.               | Jonathan Caicedo        | Medellín          | 4 point          |                  |
| 7.               | Gustavo César Veloso    | W52-FC Porto      | 2 point          |                  |
| 8.               | Sergio Higuita          | Manzana Postobón  | 2 point          |                  |
| 9.               | Marcos Jurado Rodríguez | Efapel            | 2 point          |                  |
| 10.              | Juan Pablo Villegas     | Manzana Postobón  | 2 point          |                  |

| Bjergkonkurrence | Bjergkonkurrence        | Bjergkonkurrence  | Bjergkonkurrence | Bjergkonkurrence |
| Rytter           | Rytter                  | Hold              | Point            |                  |
| ---------------- | ----------------------- | ----------------- | ---------------- | ---------------- |
| 1.               | Jaime Rosón             | Movistar Team     | 12 point         |                  |
| 2.               | Miguel Ángel Rubiano    | Coldeportes-Zenú  | 6 point          |                  |
| 3.               | Germán Chávez           | Coldeportes-Zenú  | 6 point          |                  |
| 4.               | Jaime Castrillo         | Movistar Team     | 5 point          |                  |
| 5.               | Txomin Juaristi         | Fundación Euskadi | 4 point          |                  |
| 6.               | Jonathan Caicedo        | Medellín          | 4 point          |                  |
| 7.               | Gustavo César Veloso    | W52-FC Porto      | 2 point          |                  |
| 8.               | Sergio Higuita          | Manzana Postobón  | 2 point          |                  |
| 9.               | Marcos Jurado Rodríguez | Efapel            | 2 point          |                  |
| 10.              | Juan Pablo Villegas     | Manzana Postobón  | 2 point          |                  |

| Ungdomskonkurrence | Ungdomskonkurrence  | Ungdomskonkurrence      | Ungdomskonkurrence | Ungdomskonkurrence |
| Rytter             | Rytter              | Hold                    | Tid                |                    |
| ------------------ | ------------------- | ----------------------- | ------------------ | ------------------ |
| 1.                 | Xuban Errazkin      | Vito-Feirense-BlackJack | 9t 21' 14"         |                    |
| 2.                 | Hugo Nunes          | Miranda-Mortágua        | + 2' 29"           |                    |
| 3.                 | Sergio Higuita      | Manzana Postobón        | + 6' 09"           |                    |
| 4.                 | Marc Buades         | Fundación Euskadi       | + 13' 39"          |                    |
| 5.                 | Jaime Castrillo     | Movistar Team           | + 19' 36"          |                    |
| 6.                 | Jorge Magalhães     | Miranda-Mortágua        | + 24' 11"          |                    |
| 7.                 | Mikel Alonso Flores | Fundación Euskadi       | + 24' 11"          |                    |
| 8.                 | Gonçalo Carvalho    | Miranda-Mortágua        | + 30' 10"          |                    |
| 9.                 | Francisco Campos    | Miranda-Mortágua        | + 33' 33"          |                    |
| 10.                | Joao Rocha          | Miranda-Mortágua        | + 34' 17"          |                    |

| Ungdomskonkurrence | Ungdomskonkurrence  | Ungdomskonkurrence      | Ungdomskonkurrence | Ungdomskonkurrence |
| Rytter             | Rytter              | Hold                    | Tid                |                    |
| ------------------ | ------------------- | ----------------------- | ------------------ | ------------------ |
| 1.                 | Xuban Errazkin      | Vito-Feirense-BlackJack | 9t 21' 14"         |                    |
| 2.                 | Hugo Nunes          | Miranda-Mortágua        | + 2' 29"           |                    |
| 3.                 | Sergio Higuita      | Manzana Postobón        | + 6' 09"           |                    |
| 4.                 | Marc Buades         | Fundación Euskadi       | + 13' 39"          |                    |
| 5.                 | Jaime Castrillo     | Movistar Team           | + 19' 36"          |                    |
| 6.                 | Jorge Magalhães     | Miranda-Mortágua        | + 24' 11"          |                    |
| 7.                 | Mikel Alonso Flores | Fundación Euskadi       | + 24' 11"          |                    |
| 8.                 | Gonçalo Carvalho    | Miranda-Mortágua        | + 30' 10"          |                    |
| 9.                 | Francisco Campos    | Miranda-Mortágua        | + 33' 33"          |                    |
| 10.                | Joao Rocha          | Miranda-Mortágua        | + 34' 17"          |                    |

### Holdkonkurrencen
| Holdkonkurrence | Holdkonkurrence               | Holdkonkurrence | Holdkonkurrence |
| Hold            | Hold                          | Tid             |                 |
| --------------- | ----------------------------- | --------------- | --------------- |
| 1.              | W52-FC Porto                  | 28t 03' 42"     |                 |
| 2.              | Medellín-Éxito                | + 0"            |                 |
| 3.              | Coldeportes Zenú              | + 0"            |                 |
| 4.              | Lokosphinx                    | + 40"           |                 |
| 5.              | Manzana Postobón              | + 1' 17"        |                 |
| 6.              | Euskadi Basque Country-Murias | + 1' 42"        |                 |
| 7.              | Movistar Team                 | + 1' 49"        |                 |
| 8.              | Caja Rural-Seguros RGA        | + 2' 00"        |                 |
| 9.              | Efapel                        | + 3' 09"        |                 |
| 10.             | Burgos-BH                     | + 3' 09"        |                 |